# Salix integra
Salix integra är en videväxtart som beskrevs av Carl Peter Thunberg. Salix integra ingår i släktet viden, och familjen videväxter. Inga underarter finns listade i Catalogue of Life.

## Bildgalleri

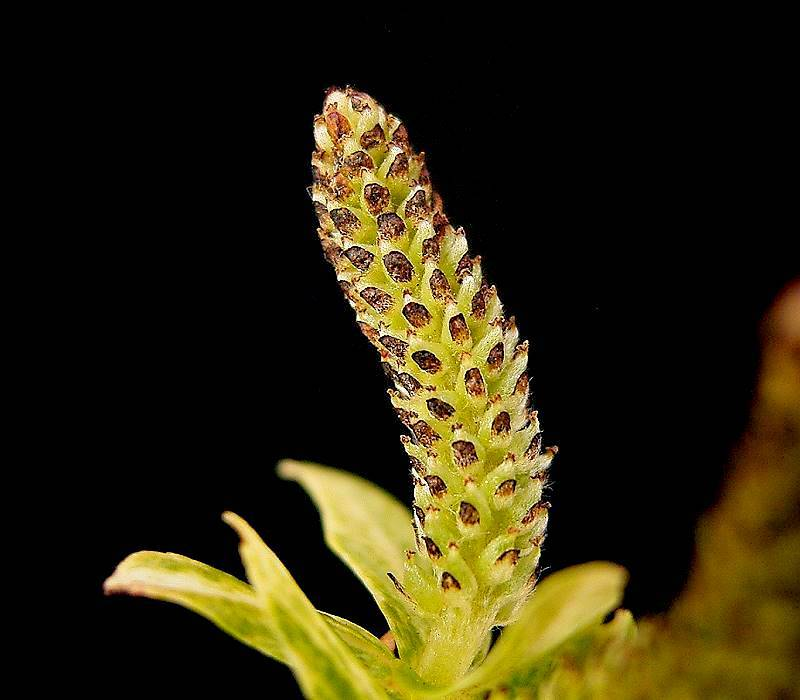
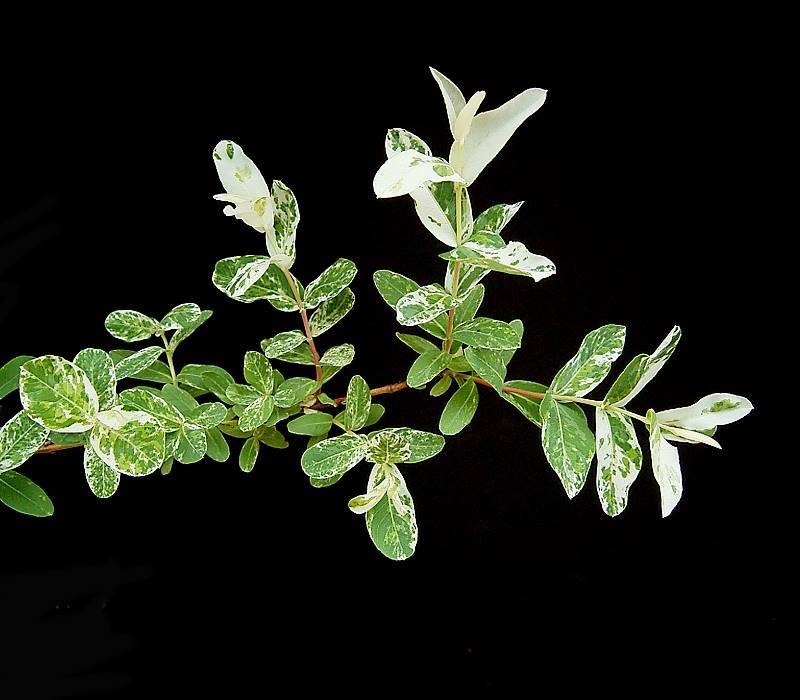
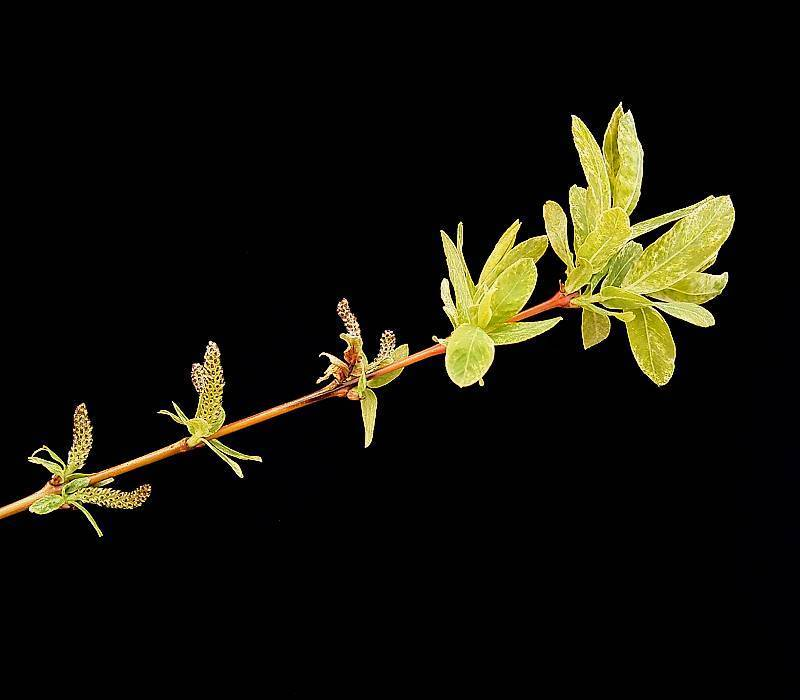
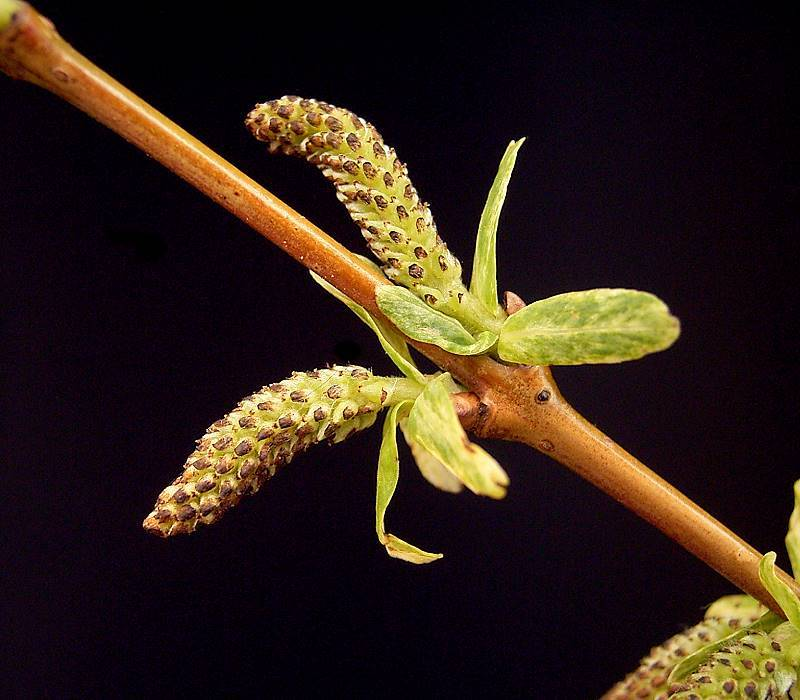
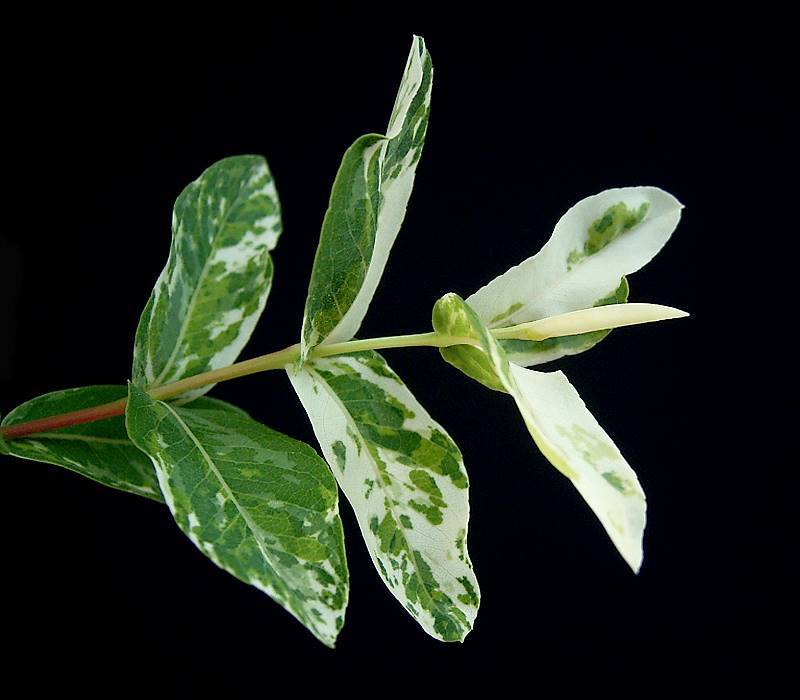
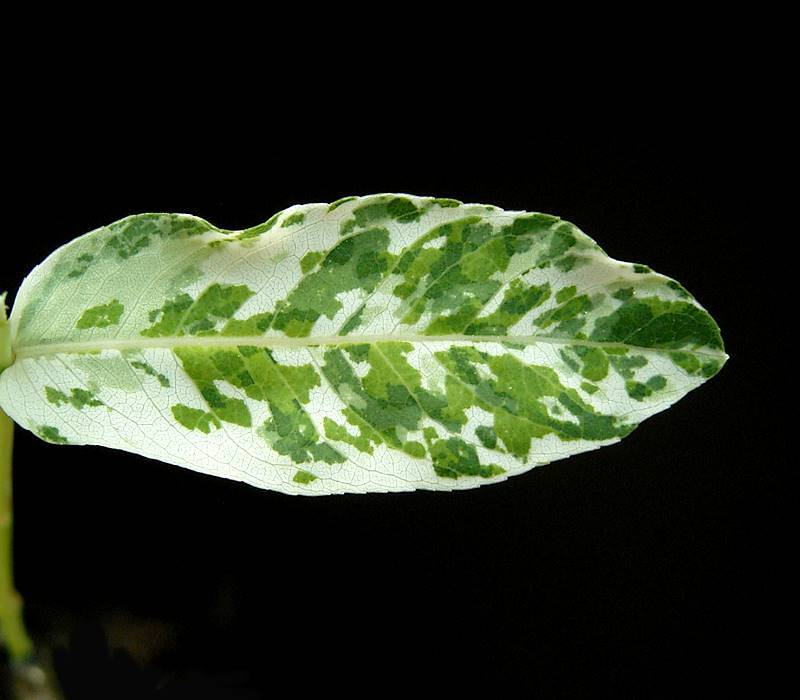